# Барби: Принцесса и Нищенка
«Барби: Принцесса и нищенка» (англ. Barbie as the Princess and the Pauper) — анимационный фэнтезийный фильм 2004 года Уильяма Лау. Он был выпущен 28 сентября 2004 года. 14 ноября 2004 года состоялась телевизионная премьера на канале Nickelodeon.
Этот фильм является первым мюзиклом из серии «Барби». Сюжет в некоторой степени вдохновлен романом Марка Твена «Принц и нищий» 1881 года, и это первый фильм о Барби, в котором полностью исключены фантастические элементы (феи, магия, русалки), которые были обычной частью франшизы о Барби. Он считается одним из лучших фильмов франшизы и завоевал популярность у поклонников.
Песни к фильму написали Эми Пауэрс, Меган Каваллари и Роб Хаднат, которые также выступили исполнительными продюсерами фильма. Он был номинирован на шесть премий DVD Exclusive Awards.

## Сюжет
История начинается с того, что в волшебном королевстве принцессы Анны-Луизы заканчиваются средства для обеспечения людей. Вдовствующая королева Женевьева, мать Анны-Луизы, решает выдать свою дочь замуж за Доминика — правителя соседнего королевства. Принцесса соглашается с этим, хотя она влюблена в своего наставника Джулиана. Решение королевы не нравится её советнику Преминджеру, который хочет заполучить королевство. Именно он ворует запасы золота королевства.
Анна-Луиза встречает в городе поющую девушку Эрику. Они знакомятся и замечают, что имеют много общего, но их различают цвет волос и отсутствие королевской родинки на плече Эрики. Последняя рассказывает Анне-Луизе о своей жизни в мастерской злобной мадам Карп, и Анна-Луиза обещает, что позовёт её (то есть Эрику) петь во дворец.
Преминджер похищает принцессу, чтобы сорвать свадьбу (его помощники, Ник и Нак, используют для этого кошку Анны-Луизы, Серафину), но Джулиан просит Эрику заменить принцессу, пока он сам занимается поисками. Эрика соглашается и знакомится с приехавшим на помолвку королём Домиником. Последний поражён её красотой и голосом. Он влюбляется в девушку, считая, что это принцесса. Эрика тоже влюбляется в него, но она обеспокоена тем, что Джулиан тоже исчез. Она (то есть Эрика) продолжает жить во дворце под видом принцессы, надеясь, что обман не раскроется.
Тем временем Анна-Луиза убегает от своих похитителей и возвращается во дворец, но стража прогоняет её, говоря, что принцесса (на самом деле переодетая Эрика) во дворце. Анна-Луиза едет в ателье мадам Карп, которая принимает её за Эрику и запирает в мастерской. Что же касается Джулиана, то он узнаёт, что Преминджер похитил принцессу, и хочет сообщить королеве об этом. Но советник останавливает его (то есть Джулиана) и запирает в старой шахте.
Преминджер узнаёт, что Эрика — самозванка, и находит настоящую принцессу. Он запирает её вместе с Джулианом в шахте и говорит о том, что хочет жениться на её матери, чтобы править королевством. Джулиан говорит, что королева никогда не прекратит поиски принцессы. Но Преминджер показывает ему кольцо Анны-Луизы, которое и поможет ему убедить королеву в том, что её дочь умерла. Ник и Нак заваливают выход из шахты, оставив Джулиана и Анну-Луизу умирать. Принцесса признаётся Джулиану в любви, и вместе они пытаются спастись. В этом помогает кот Эрики, Вульфи, отыскавший второй выход из шахты.
Обман раскрыт, и Эрика схвачена стражей. Преминджер сообщает королеве, что принцесса будто бы мертва, и предлагает ей выйти замуж за него. Королева соглашается, так как у Преминджера достаточно капитала для спасения королевства. Переодетый стражником Доминик освобождает Эрику и сообщает ей о свадьбе. Они хотят спасти королеву, но во время свадьбы появляется принцесса Анна-Луиза и сообщает всем об обмане Преминджера. Его вместе с Ником и Наком арестовывают.
Анна-Луиза сообщает матери, что хочет выйти замуж за Джулиана, но королева говорит о том, что они должны заботиться о своём королевстве. Во время пребывания в плену принцесса нашла странные камни, которые являются драгоценными. Таким образом, королевство спасено. Король Доминик делает Эрике предложение, но она желает увидеть мир и петь для других, поэтому и отказывает Доминику. После странствий Эрика возвращается обратно. Свадьба короля Доминика и Эрики, а также Джулиана и принцессы Анны-Луизы происходит в один день.
Финальные титры сопровождаются неудачными дублями.

## Роли озвучивали
| Персонаж                     | Оригинальное озвучивание       |
| ---------------------------- | ------------------------------ |
| Принцесса Анна-Луиза (речь)  | Келли Шеридан                  |
| Эрика (речь)                 | Келли Шеридан                  |
| Принцесса Анна-Луиза (вокал) | Мелисса Лайонс                 |
| Эрика (вокал)                | Джули Стивенс                  |
| Король Доминик               | Марк Хилдрет/Марк Люна (вокал) |
| Джулиан                      | Алессандро Юлиани              |
| Преминджер                   | Мартин Шорт                    |
| Серафина                     | Кэтлин Барр                    |
| Берти                        | Кэтлин Барр                    |
| Вульфи                       | Йен Джеймс Корлетт             |
| 3-й стражник                 | Йен Джеймс Корлетт             |
| Королева Женевьева           | Эллен Кеннеди                  |
| Мадам Карп                   | Пэм Хайатт                     |
| Эрве                         | Гарри Чок                      |
| Ник                          | Брайан Драммонд                |
| 1-й стражник                 | Брайан Драммонд                |
| Мидас                        | Жан Рэбсон                     |
| Нак                          | Жан Рэбсон                     |
| Королевский планировщик      | Колин Мёрдок                   |
| Фрейлина                     | Джанис Джод                    |
| Посол Бисмарк                | Ли Токар                       |
| 2-й стражник                 | Ли Токар                       |
| Министр                      | Роджер Монк                    |
| Текст от автора              | Хэзер Хэлли                    |

## Саундтрек
«Барби: Принцесса и Нищенка» стал первым мюзиклом в серии анимационных фильмов о Барби. Весь саундтрек мультфильма вошёл в альбом Barbie Sings! The Princess Movie Song Collection, выпущенном в 2004 году.
| №  | Название                          | Исполнитель                      | Длительность |
| -- | --------------------------------- | -------------------------------- | ------------ |
| 1. | «Free»                            | Джули Стивенс, Мелисса Лайонс    |              |
| 2. | «How Can I Refuse?»               | Мартин Шорт                      |              |
| 3. | «Written in Your Heart (opening)» | Джули Стивенс                    |              |
| 4. | «I am a Girl Like You»            | Джули Стивенс, Мелисса Лайонс    |              |
| 5. | «To be a Princess»                | Алессандро Юлиани, Джули Стивенс |              |
| 6. | «The Cat’s Meow»                  | Джули Стивенс                    |              |
| 7. | «If You Love Me for Me»           | Джули Стивенс, Марк Луна         |              |
| 8. | «Written in Your Heart»           | Джули Стивенс, Мелисса Лайонс    |              |
| 9. | «I’m on My Way»                   | Sara Niemietz                    |              |

## Видеоигры
В сентябре 2004 года на Game Boy Advance и PC были выпущены две одноимённых компьютерных игры по мотивам мультфильма. Игра для Game Boy Advance была разработана компанией WayForward; обе игры были изданы VU Games.